# Тогускенський сільський округ
Тогуске́нський сільський округ (каз. Төгіскен ауылдық округі, рос. Тогускенский сельский округ) — адміністративна одиниця у складі Жанааркинського району Улитауської області Казахстану. Адміністративний центр — село Тогускен.
Населення — 2269 осіб (2021; 2198 у 2009, 2487 у 1999, 2831 у 1989).
Станом на 1989 рік існувала Тогускенська сільська рада (села Акбаз, Іманбек, Жингілдікум, Жомарт, Кенжебай-Самай, Талдиєспе, Тогускен, селище 214 км).

## Склад
До складу округу входять такі населені пункти:
| Населений пункт      | Населення, осіб (1989) | Населення, осіб (1999) | Населення, осіб (2009) | Населення, осіб (2021) |
| -------------------- | ---------------------- | ---------------------- | ---------------------- | ---------------------- |
| Акбаз, село          | 201                    | -                      | -                      | -                      |
| Жингілдікум, село    | 47                     | -                      | -                      | -                      |
| Жомарт, село         | 261                    | 253                    | -                      | -                      |
| Іманбек, село        | 169                    | -                      | -                      | -                      |
| Кенжебайсамай, село  | 332                    | 400                    | 316                    | 511                    |
| Роз'їзд 215 км, село | 4                      | 12                     | -                      | -                      |
| Сарису, село         | -                      | 240                    | -                      | -                      |
| Талдиєспе, село      | 47                     | 23                     | -                      | -                      |
| Тогускен, село       | 1770                   | 1559                   | 1882                   | 1758                   |